# Aneksja Teksasu

Mapa Republiki Teksasu i terytorium spornego pomiędzy USA a Meksykiem

Aneksja Teksasu – wydarzenie polityczne w historii Stanów Zjednoczonych, które doprowadziło do przyłączenia Republiki Teksasu do Stanów Zjednoczonych w 1845 roku.
Wiosną 1836 roku Teksas formalnie proklamował niepodległość, odrywając się od Meksyku i tworząc Republikę. Po agresji meksykańskiego generała Santa Anny na Alamo i Goliad, poparcie dla Teksasu w USA znacznie wzrosło. Gdy wojska teksańskie odparły oddziały Santa Anny w bitwie pod San Jacinto, prezydent Sam Houston wystąpił do rządu amerykańskiego o przyłączenie do Unii. Prezydenci Andrew Jackson i Martin Van Buren nie odpowiedzieli jednak na wniosek, obawiając się abolicjonistycznych rozruchów, wynikających ze wzmocnienia stanów z zalegalizowanym niewolnictwem (Teksas był terytorium niewolniczym). Aneksji domagali się zwłaszcza mieszkańcy Południa, którzy uważali, że traktat Adamsa–Onisa, oddający teren Hiszpanii, zaszkodził ich interesom. Zła sytuacja gospodarcza i zagrożenie ze strony Meksyku zmuszały władze Teksasu do dążenia do przyłączenia do Stanów Zjednoczonych lub uzyskania protekcji Wielkiej Brytanii.
Początkowo negocjacje prowadził sekretarz stanu Abel P. Upshur, jednakże po jego śmierci w 1844 roku temat przejął John C. Calhoun. Był on zwolennikiem aneksji, dlatego traktat akcesyjny został opracowany 12 kwietnia 1845 roku. Jednakże Calhoun zawarł w raporcie stwierdzenia popierające niewolnictwo, co spowodowało, że Senat odrzucił projekt stosunkiem głosów 35:16. Kwestia aneksji była wiodącym tematem wyborów prezydenckich w 1844 roku. Powołując się na artykuł IV Konstytucji, prezydent John Tyler złożył wniosek o rezolucję Kongresu, by przyjąć Teksas jako nowy stan, jednakże zastrzegając podzielenie terytorium na Kansas, Kolorado, Oklahomę i Wyoming. Zdecydował się na taki krok, ponieważ rezolucja wymagała zwykłej większości w obu izbach, natomiast do ratyfikacji traktatu było potrzeba większość 2/3 głosów w izbie wyższej. Izba Reprezentantów uchwaliła projekt rezolucji stosunkiem głosów 128:98, a Senat – 27:25. James Polk podpisał go 1 marca, a parlament teksański uchwalił 4 lipca 1845 roku. Obie izby Kongresu przyjęły rezolucję 29 grudnia 1845 roku. Wywołało to zerwanie stosunków dyplomatycznych USA i Meksyku.
Jeszcze przed aneksją, granica terytorium Teksasu przebiegała na rzece Nueces. W 1845 roku obywatele dawnej republiki zajmowali tereny sięgające rzeki Rio Grande. Na początku 1846 roku prezydent James Polk nakazał generałowi Zachary’emu Taylorowi zajęcie całego spornego obszaru, co spowodowało agresję wojsk meksykańskich, którzy zabili 16 żołnierzy armii amerykańskiej. Sytuacja ta stanowiła casus belli do wypowiedzenia wojny południowemu sąsiadowi. Kwestia granicy Teksasu została uregulowana dopiero poprzez traktat z Guadalupe Hidalgo oraz cesję meksykańską.